# 恋愛バラエティ番組
恋愛バラエティ番組（れんあいバラエティばんぐみ）とは、恋愛をテーマにしたバラエティ番組である。恋愛リアリティ番組という場合もある。

## 日本の恋愛バラエティ番組

### 概説
日本でのテレビの恋愛バラエティ番組は、1970-1990年代にはほとんどローカル局やフジテレビ系列に多かったが、1990年代後期から2000年代になると、同国の全キー局が恋愛バラエティ番組を放送するようになった。放送時間が異なるとはいえ、各番組の争いは激化している。その中でも「恋するハニカミ!」（TBS系列）と「恋愛観察バラエティー あいのり」（フジテレビ系列）の2番組は安定した視聴率と人気を誇っていた。
1990年代前半は他人の壮絶かつ悲惨な恋愛体験を見せるのがベースとなる「人の不幸は蜜の味路線」が多く、90年代後半になると恋愛のプロセスをドキュメントタッチで見せる「ドキュメント路線」の番組が増加。同時期にいい恋愛をするためのノウハウをレクチャーする「ハウツー路線」の番組も増えた。

### お笑いブームとの関係
業界で「お笑いブームの後に、恋愛バラエティ番組が増える」という法則がある。緊張した素人から、エピソードを引き出し笑いに繋げるのには、話術が必要である。「ネタ見せ」を終えたお笑い芸人達のステップアップの場が恋愛バラエティ番組であり、その司会なのである。
第1次お笑いブームと言われる「演芸ブーム」時代（昭和40年代）で笑福亭仁鶴、桂三枝、横山やすし・西川きよしなどが筆頭に「パンチDEデート」「ラブアタック!」など人気恋愛バラエティが誕生した。
その後1979年から1982年頃まで続いた漫才ブームが起き、この年代には余り恋愛バラエティ番組は存在していないが、「キスだけじゃイヤッ!」（読売テレビ）の島田紳助、「恋のから騒ぎ」（日本テレビ）の明石家さんまがブレークした。
90年代、いわゆる「お笑い第3世代」のダウンタウン、ウッチャンナンチャン、とんねるずが登場。ダウンタウンは東京進出のきっかけとなった「恋々!!ときめき倶楽部」、ウッチャンナンチャンは時期は遅れたが「ウンナンのホントコ!」の司会を務めた（後にこのメールという素材を生かしたロンドンブーツ1号2号司会の「ロンドンハーツ」が誕生）。その中で、とんねるずは「彼氏、彼女いない歴○年」等の言葉を作り出した「ねるとん紅鯨団」（関西テレビ放送）の司会を担当し同番組が社会現象にまで発展すると、“時代の寵児”とまで言われ、人気芸人の仲間入りを果す。
1999年頃から始まったお笑いブームでは（この時期にブレークした芸人をお笑い第5世代と呼ぶ）、上記で立証されてきた法則通りに久本雅美とオセロの中島知子が司会の「恋するハニカミ!」、雨上がり決死隊が司会の「アイチテル!」、青木さやかなどが司会の「恋愛部活」と、2000年代に入って始まった恋愛バラエティ番組の司会も、ほとんどがお笑いタレントである（ただし、久本雅美、中島知子、雨上がり決死隊などはお笑い第5世代ではない）。
まだ発展途上のお笑い芸人が恋愛バラエティ番組の司会を担当していることが多いが、上記に挙げたように、何れもテレビ業界には欠かせないタレント達ばかりが生み出されている。だが恋愛バラエティの司会を務めたお笑い芸人すべてが、残っているわけではないため、最終的には全て自身の実力次第である。「あいのり」の出現で、素人のテレビ慣れしない言動を楽しむだけでなく、“感動”が求められるようになった。お笑い芸人はその雰囲気を和ませる役割になり、ハードルはさらに上った。

### 2010年代以降の恋愛リアリティーショー
長寿番組だった『あいのり』が2009年3月に、『恋のから騒ぎ』が2011年3月で終了するなど一部の特番やパロディ企画を除けば恋愛バラエティ番組はほぼ放送されなくなっている。理由としてはメインターゲットである若者のテレビ離れが挙げられる。
2010年代後半になるとテレビ離れを逆手に取り、低予算で制作が可能なことからインターネット番組において再び活性化し｢恋愛リアリティショー戦国時代｣とも呼称されるようになる。AbemaTVにおいては『今日、好きになりました。』のヒットから大量制作され、玉石混淆状態となっている。
作られたシナリオでは感じることのできない共感性から視聴者の好奇心を煽る一方、視聴者の「のぞき見」に応えるという性質上、SNSの発展した2000年代以降は出演者に誹謗中傷が集まりやすい構造となっており、米国では2004年からの12年間で少なからず21人が番組にまつわる問題で自殺したといわれる。また2020年には、日本でも『テラスハウス』の出演者がSNSでの誹謗中傷が原因で自殺する事件も発生した。
ABEMA広報は日刊スポーツの取材に応じ、出演者の相談窓口を開設した上「作品によって独自のルールを設け、その中で出演者の意向を最重視した等身大のリアルを届けるようにする」と対策と演出の抑制を発表した。
一方、2015年に米国で放送された『Born This Way』はテレビ界のアカデミー賞と言われるエミー賞を受賞。ダウン症の若者7人の友情と恋愛を追った作品で、こちらも国内では2017年にAbemaTVで配信された。

### 主な恋愛バラエティ番組

#### 1950年代
- 夫婦善哉（朝日放送）

#### 1960年代
- アベック歌合戦（読売テレビ）
- プロポーズ作戦（読売テレビ）
- 今週の花嫁花婿（朝日放送）
- スターとデイト合戦→売込みハート作戦（フジテレビ）

#### 1970年代
- パンチDEデート（関西テレビ）
- 新婚さんいらっしゃい!（朝日放送・テレビ朝日系列）
- プロポーズ大作戦（朝日放送）
- 仁鶴・きよしのただいま恋愛中（朝日放送）
- ラブアタック!（朝日放送）
- ラブラブダッシュ!（中部日本放送）
- ヒット'76〜'79（日本テレビ）
- カップル誕生（東京12チャンネル）

#### 1980年代
- クイズでボーイハント（東京12チャンネル）
- ねるとん紅鯨団（関西テレビ・フジテレビ系列）
- 三枝の愛ラブ!爆笑クリニック（関西テレビ・フジテレビ系列）
- 三枝の爆笑夫婦（日本テレビ）
- THE恋ピューター→三枝の恋ピューター（読売テレビ）
- 恋々!!ときめき倶楽部（日本テレビ）

#### 1990年代
- 美女プリン（テレビ東京系列)
- ケンカの花道（フジテレビ）
- 男女8人恋愛ツアー!TOKIOのな・り・ゆ・き!!（フジテレビ）
- 恋愛観察バラエティー あいのり（フジテレビ）
- キスだけじゃイヤッ!（読売テレビ・日本テレビ系列）
- 恋のから騒ぎ（日本テレビ）
- 愛する二人別れる二人（フジテレビ）
- 江角マキコの恋愛の科学（フジテレビ）
- 恋愛の家庭教師（フジテレビ）
- ぷらちなロンドンブーツ（テレビ朝日）
- KISS・KISS（テレビ朝日系列）
- ねる様の踏み絵（TBS系列）
- とんねるずのカバチ（TBS系列）
- ウンナンのホントコ!（TBS系列）
- ウェディングベル（TBS系列）
- 合コン!合宿!解放区!（朝日放送）
- 恋ボーイ恋ガール（フジテレビ）

#### 2000年代
- バスで恋して（テレビ神奈川・テレビ埼玉）
- ワカチュキ（日本テレビ系列）
- 芸恋リアル（日本テレビ系列）
- 恋愛部活（日本テレビ系列）
- 今夜はシャンパリーノ（日本テレビ系列）
- サバコン（日本テレビ系列）
- メンタルヌード（日本テレビ系列）
- マルバレ!（日本テレビ系列）
- 恋するハニカミ!（TBS）
- 恋愛脳℃（TBS）
- 激あま〜い（TBS）
- アイチテル!（TBS）
- 恋愛百景（テレビ朝日）
- 夫婦交換バラエティー ラブちぇん（メ〜テレ･テレビ朝日系列）
- ロンドンハーツ（テレビ朝日）
- 美しき青木・ド・ナウ（テレビ朝日）
- ブサテク 〜ブサイクの恋愛テクニック〜（テレビ朝日）
- いきなり結婚生活（テレビ東京系列）
- サイコラッ!（テレビ東京）
- 恋愛情報バラエティー・ウソか!?誠か!?（関西テレビ）
- 幸せさがしバラエティ 花モ、嵐モ!!（関西テレビ）
- 恋愛バラエティ ピンどん（関西テレビ）
- チュートリアルのチューして!（関西テレビ）
- プチ・マリッジ（フジテレビ）
- イケない女〜大逆転ランキング〜（GyaO）
- 初対面恋愛実験バラエティ 週末の恋（GyaO）
- カンニングの恋愛中毒（GyaO）
- モテル・カルフォルニア（GyaO）
- PLAY!AWA'S 〜美と笑いの大お見せ合いパーティ〜（GyaO）
- 恋友GET大作戦（GyaO）
- シアワセ結婚相談所（日本テレビ）
- 鈴井の巣 presents n×u×k×i(北海道テレビ放送)

#### 2010年代
- 恋するTV すごキュン（フジテレビ）
- 妻と罰（TBS）
- 恋愛観察バラエティー あいのり2（フジテレビTWO）
- ちょこっとイイコト 〜岡村ほんこん♥しあわせプロジェクト〜（テレビ東京）
- グータンヌーボ（フジテレビ） ※2011年より合コンなどの企画が増加
- もてもてナインティナイン（TBS）
- 恋んトス（TBS）
- 今日、好きになりました（AbemaTV）
- 恋する♥週末ホームステイ（AbemaTV）
- オオカミくんには騙されない（AbemaTV）
- オタ恋（AbemaTV・BS朝日）
- テラスハウス（フジテレビ、フジテレビオンデマンド、Netflix）
- バチェラー・ジャパン（Amazonプライム・ビデオ）
- マリキュラム－出会って1か月で結婚する方法－（AbemaTV）
- ラストキス〜最後にキスするデート（TBS）
- REA(L)OVE（Netflix）
- 受験恋愛リアリティーショー 勝負の夏! 〜先生、勉強も恋も教えてください〜（AbemaTV）
- 偏愛リアリティショー フェチ恋（AbemaTV）
- 私の年下王子さま（AbemaTV）
- 恋愛ドラマな恋がしたい（AbemaTV）
- いきなりマリッジ（AbemaTV）

#### 2020年代
- いきなりフォーリンラブ (AbemaTV）
- 中居大輔と本田翼と夜な夜なラブ子さん（TBS）
- ヒロミ・指原の“恋のお世話始めました”（テレビ朝日）[8]
- シャッフルアイランド (AbemaTV)
- 恋のLast Vacation（Paravi)
- 私たち結婚しました（AbemaTV）
- ボーイフレンド（Netflix）
- Love or Delete（ABEMA）
- LOVE CATCHER Japan（ABEMA）
- ピュアな恋しちゃダメですか?（「愛のハイエナ」（ABEMA）内の企画）

## 世界の恋愛バラエティ番組

### 韓国の恋愛バラエティ番組
- チャク - 2011年3月から2014年2月まで放送。人気を博すも、撮影中に自殺者がでて、放送中止となった。

### トルコの恋愛バラエティ番組
トルコでは友人を紹介する形式の人気のデート番組が問題視され、2017年4月29日に出された命令で放送が禁止された。